# クロード・ボーソレイユ
クロード・ボーソレイユ（Claude Beausoleil、1929年 - 1983年3月24日）は、フランスの撮影監督である。同姓同名の詩人（Claude Beausoleil）がいるが、まったくの別人。

## 人物・来歴
1929年にフランスで生まれる。前歴は定かではないが、1959年、30歳のときに、5歳年上の撮影監督ラウール・クタールの助手として、ジャン＝リュック・ゴダール監督の長編デビュー作『勝手にしやがれ』で映画界にデビューする。以来、フランソワ・トリュフォー、ジャック・ドゥミといった作家の作品にいずれもクタールの助手として付き、ヌーヴェルヴァーグの最もみずみずしい時代を現場で体験する。
1965年、36歳のとき、ジャック・ドゥミの妻、アニエス・ヴァルダ監督の『幸福』で、ジャン・ラビエとの共同で撮影監督となる。同年、ゴダール監督の『女と男のいる舗道』、『カラビニエ』、ヴァルダ監督の『幸福』の助監督として現場をともにしたジャン＝ポール・サヴィニャックの監督デビュー作『ニック・カーターと赤のクローバー』で完全に一本立ちする。
さらに、撮影監督として、モーリス・ピアラ監督の長編デビュー作『裸の幼年時代』（1968年）を手がけ、また同年、セルジュ・ゲンスブールとジェーン・バーキンの出逢いを演出したピエール・グランブラ監督の記念碑的作品『スローガン』を手がけた。
翌1969年、『スローガン』のプロデューサー、フランシス・ジローが脚本を書いたハンガリーの監督ミクロシュ・ヤンチョーの仏ハンガリー合作映画『シロッコ』（1969年）に出演で協力、同じくフランシス・ジロー製作、マルク・モネ監督の『Léa l'hiver』（1971年）の撮影にたずさわる。その後も、もっぱら新人監督の作品を生み出して行くが、あまり順調とはいえず、またどの監督もさほど続かなかった。
1983年3月24日、死去。53歳没。当時、師のクタールがまだ現役でファインダーを覗いていたのに比べ、トリュフォーの死（1984年）の前年の早すぎる死である。

## フィルモグラフィー

### 撮影監督
- 幸福 Le Bonheur　1965年　監督・脚本アニエス・ヴァルダ、製作マグ・ボダール、共同撮影ジャン・ラビエ、製作主任フィリップ・デュサール、ミシェル・クロケ、助監督ジャン＝ポール・サヴィニャック、撮影助手クロード・ジディ　製作パルク・フィルム

- Nick Carter et le trèfle rouge（ニック・カーターと赤のクローバー）　1965年　監督・脚本ジャン＝ポール・サヴィニャック、原作クロード・ランク、脚色ポール・ヴェキアリ、製作主任フィリップ・デュサール、助監督クロード・ミレール、出演エディ・コンスタンティーヌ、ジョー・ダッサン、グラッツィラ・ガルヴァーニ　仏伊合作　製作ショミアーヌ、フィルムステュディオ、パルク・フィルム

- Marie Soleil　1966年　監督アントワーヌ・ブルセイエ、出演ダニエル・ドロルム、ミシェル・ピコリ、ブリジット・バルドー（カメオ出演）

- Saturnin Belloir　テレビシリーズ（13話、各26分）　1967年　監督ジャック＝ジェラール・コルニュ

- 裸の幼年時代 L'Enfance nue　1968年　監督・脚本モーリス・ピアラ、製作ヴェラ・ベルモン、ギー・ブニエ、クロード・ベリ、マグ・ボダール、フランソワ・トリュフォー　アトス・フィルム、レ・フィルム・デュ・キャロッス、パルク・フィルム、レン・プロデュクション、ステファン・フィルムの共同製作

- Bérénice　1968年　監督ピエール＝アラン・ジョリヴェ
- Les Atomistes　テレビシリーズ（26話、各13分　1968年　監督レオナール・ケーゲル
- Trente-six heures　短編（18分）　1969年　監督フィリップ・オーディケ

- スローガン Slogan　1968年　監督・脚本ピエール・グランブラ　製作総指揮・共同脚本フランシス・ジロー、共同脚本メルヴィン・ヴァン・ピーブルズ、音楽・主演セルジュ・ゲンスブール、出演ジェーン・バーキン、ジュリエット・ベルト

- Léa l'hiver　1971年　監督・脚本マルク・モネ、製作フランシス・ジロー、ジャック・ルーフィオ
- La Révélation　1973年　監督アラン・ラヴァル
- Le Désir et la volupté　1973年　監督ジュリアン・サン＝クレール
- Ben et Bénédict　1977年　監督ポーラ・デルソル
- Les Givrés　1979年　監督アラン・ジャスパール、主演ソフィ・ドーミエ

### 撮影助手
- 勝手にしやがれ À bout de souffle 1959年　カメラオペレータ　監督・脚本・出演ジャン＝リュック・ゴダール、原案フランソワ・トリュフォー、製作ジョルジュ・ド・ボールガール、撮影監督ラウール・クタール、助監督ピエール・リシアン、主演ジャン＝ポール・ベルモンド、ジーン・セバーグ、ジャン＝ピエール・メルヴィル、製作レ・フィルム・ジョルジュ・ド・ボールガール、SNC

- ピアニストを撃て Tirez sur le pianiste　1960年　カメラオペレータ　監督フランソワ・トリュフォー、製作ピエール・ブロンベルジェ、撮影監督ラウール・クタール、音楽ジョルジュ・ドルリュー、スクリプターシュザンヌ・シフマン、主演シャルル・アズナヴール、製作レ・フィルム・ド・ラ・プレイヤード

- ローラ Lola　1961年　カメラオペレータ　監督・脚本ジャック・ドゥミ、製作ジョルジュ・ド・ボールガール、カルロ・ポンティ、音楽ミシェル・ルグラン、撮影ラウール・クタール、スクリプター シュザンヌ・シフマン、助監督ベルナール・T・ミシェル、主演アヌーク・エメ、仏伊合作　EIA、ローマ＝パリ・フィルムの共同製作

- 突然炎のごとく Jules et Jim　1962年　カメラオペレータ　監督・脚本・製作フランソワ・トリュフォー、製作総指揮マルセル・ベルベール、撮影監督ラウール・クタール、音楽ジョルジュ・ドルリュー、スクリプター シュザンヌ・シフマン、主演ジャンヌ・モロー、製作レ・フィルム・デュ・キャロッス

- 女と男のいる舗道 Vivre sa vie: Film en douze tableaux　1962年　撮影助手　監督ジャン＝リュック・ゴダール、製作ピエール・ブロンベルジェ、音楽ミシェル・ルグラン、撮影ラウール・クタール、助監督ベルナール・トゥブラン＝ミシェル、ジャン＝ポール・サヴィニャック、撮影助手シャルル・L・ビッチ、スクリプター シュザンヌ・シフマン、主演アンナ・カリーナ　製作レ・フィルム・ド・ラ・プレイヤード、パテ・シネマ

- カラビニエ Les Carabiniers　1963年　カメラオペレータ　監督・脚本・編集ジャン＝リュック・ゴダール、原案ロベルト・ロッセリーニ、製作ジョルジュ・ド・ボールガール、カルロ・ポンティ、撮影ラウール・クタール、助監督シャルル・L・ビッチ、ジャン＝ポール・サヴィニャック、出演アルベール・ジュロス、バルベ・シュロデール、ジャン＝ルイ・コモリ　仏伊合作　製作レティシア・フィルム、ローマ＝パリ・フィルム

- 柔らかい肌 La Peau douce　1964年　撮影助手　監督・脚本・製作フランソワ・トリュフォー、共同脚本ジャン＝ルイ・リシャール、撮影監督ラウール・クタール、音楽ジョルジュ・ドルリュー、スクリプター シュザンヌ・シフマン、助監督ジャン＝ピエール・レオ、出演ジャン・ドサイ、フランソワーズ・ドルレアック

### 出演
- Sirokkó（シロッコ）　1969年　監督・脚本ミクロシュ・ヤンチョー、共同脚本フランシス・ジロー、ジャック・ルーフィオ、製作・出演ジャック・シャリエ、助監督・出演ラズロ・サボ、出演マリナ・ヴラディ　仏ハンガリー合作